# Кеклик Пржевальского
Кеклик Пржевальского (лат. Alectoris magna) — вид птиц семейства фазановых. Выделяют два подвида. Встречаются только в Китае.

## Описание
Кеклик Пржевальского достигает длины 36—38 см; самцы весят от 445 до 710 г, а самки — от 442 до 615 г. У взрослых особей воротник очень узкий, в основном ржаво-коричневый с внутренним краем от тёмно-коричневого до чёрного цвета. Уздечки и полоса, проходящая от лба до глаз чёрного цвета. Верхняя часть тела в основном песочно-серая, со слегка коричневатым оттенком, хвост рыжеватый. Бока окаймлены чёрно-бурыми, кремово-бурыми и узкими каштановыми полосами. Радужная оболочка желтовато-серая. Молодь имеет довольно однородную окраску оперения, хотя и с обильными белыми крапинками, и становится более похожей на взрослую особь в возрасте около двух месяцев.

## Распространение и места обитания
Эндемик севера Китая: центральная часть Ганьсу, а также север и северо-восток Цинхая.

## Биология
Взрослые особи питаются семенами, корневищами, луковицами и побегами, а также беспозвоночными, в основном пауками, кузнечиками и жуками. Молодые птицы питаются в основном насекомыми и зелёными листьями. Зимой кеклики могут добывать корм вблизи ферм, подбирая упавшее зерно в загонах для животных или выбирая из помёта домашнего скота.
Кеклики Пржевальского откладывают яйца с начала мая по июль; спариваются с конца марта по середину апреля, в этот период семейные стайки распадаются, хотя самцы, не имеющие пары, могут держаться небольшими стайками в течение всего лета. Гнездится в укрытиях в солнечных местах на крутых склонах или обрывах оврагов с жёлтой почвой. Гнездо представляет собой простое углубление, выстланное травой, листьями, перьями и т.д., сооружаемое птицами обоих полов. В кладке 7—20 бледно-желтовато-коричневых яиц с красновато-коричневыми крапинками. В искусственных условиях кладку насиживает только самка в течение 22—24 дней. Оба родителя ухаживают за птенцами, молодые особи остаются вместе с родителями до следующего сезона размножения.